# 凱文·布朗
詹姆斯·凱文·布朗（James Kevin Brown，1965年3月14日—），前美國職棒大聯盟右投手，主要擔任先發投手，投球和打擊的慣用手都是右手。他曾經在大聯盟打了19個球季；從1986年至2005年，分別效力於德州遊騎兵、巴爾的摩金鶯、佛羅里達馬林魚、聖地牙哥教士、洛杉磯道奇和紐約洋基。布朗曾獲得1次美國聯盟勝投王、2次國家聯盟防禦率王及6次入選全明星賽。

## 業餘時代
布朗曾就讀於美國喬治亞州威爾金森郡歐文敦市的威爾金森郡立高中。高中時，他身兼學生、郵遞員兩種身分；除了打棒球，也打美式足球和網球。大學時，他曾為喬治亞理工學院棒球隊效力3年。

## 職業生涯

### 德州遊騎兵
1986年美國職棒大聯盟選秀會，布朗在第1輪第4順位被德州遊騎兵選中；7月17日，他與遊騎兵隊簽下合約。1986年9月30日，21歲的布朗首度升上大聯盟；先發上場面對奧克蘭運動家，主投5局失掉2分，被打出6支安打和投出4次三振，沒有任何四壞球保送；帶領遊騎兵隊以9比5擊敗運動家隊，並順利拿下勝投。1989年起，他成為先發投手輪值表第2順位，僅次於球隊王牌諾蘭·萊恩，並繳出12勝9敗、防禦率3.35、三振104次的成績。這也是布朗第一個完整的新人球季，名列美國聯盟年度最佳新人獎票選第6名。
1990年則繳出12勝10敗、防禦率3.60、三振88次的成績。6月20日，主場迎戰明尼蘇達雙城，布朗整場完投9局無失分，僅被敲出4支零星安打，沒有投出保送；終場以8比0輕取雙城隊，也是生涯首場「無四死球完封勝」。1991年成績略微下滑，他在210又2/3局中投出9勝12敗、防禦率4.40、三振96次的表現；生涯首次單季投球局數破200局，還丟出全大聯盟最多的13次觸身球。1992年，布朗的成績提升到21勝11敗、防禦率3.32、三振173次，與傑克·莫里斯並列美聯勝投王；也是遊騎兵隊自1974年弗格森·詹金斯的25勝後，再次拿下單季20勝的投手。優異的成績也名列美聯賽揚獎票選第6名。1993年，他繳出15勝12敗、防禦率3.59、三振142次的成績；包含並列聯盟第3多的3場完封與並列第2多的15次觸身球。1991至1993年球季，布朗連續3年的投球局數破200局、觸身球10次以上，完投則是連續2年超過10場。
1994年，布朗再次跌破10勝，26場比賽只有7勝9敗、防禦率4.82、三振123次的表現，還被打出聯盟最多的218支安打。這個球季，他也獻出大聯盟首次的後援上場。5月10日，主場對戰加利福尼亞天使，8局打完兩隊5比5平手；布朗在第9局上場投球，延長賽的10局上半丟掉3分，吞下敗投。由於激烈的勞資爭議，球員工會決議在8月12日展開大罷工，8月10日也成為他在球隊的最後一場比賽。這場比賽，布朗面對西雅圖水手，主投7又1/3局僅失2分，但無關勝敗；延長至10局上半，水手隊攻下超前分，以3比2險勝遊騎兵隊。他在遊騎兵隊總計出賽187場，其中有186場先發，留下78勝64敗、防禦率3.81、三振742次的成績。

### 巴爾的摩金鶯
1994年，布朗在大罷工達成協議後成為自由球員，並與巴爾的摩金鶯簽約1年；投球成績為10勝9敗、防禦率3.60和三振117次。

### 佛羅里達馬林魚
1995年球季結束後，布朗再次成為自由球員，並與佛羅里達馬林魚簽約。在馬林魚隊的第一個球季，他繳出17勝11敗、防禦率1.89、三振159次的成績，拿下國家聯盟防禦率王，並在賽揚獎票選中排名第二；另外還投出全聯盟最多的3場完封與16次觸身球。
1997年4月1日，布朗擔任馬林魚隊開幕戰的先發投手，對上芝加哥小熊主投7局無失分，只被敲出1支安打，還送出8次三振，帶領球隊以4比2擊敗對手。1997年6月10日，他在客場對舊金山巨人投出無安打比賽，馬林魚隊終場以9比0大勝；這場比賽唯一的上壘者是在第8局、2人出局、2好球的情況下，對馬文·貝納德投出觸身球。7月16日，布朗對戰洛杉磯道奇投出1安打比賽；但就靠著這支安打，道奇隊發動盜壘戰術及以內野滾地球送回跑者，賽後以1比5免於被完封的命運。
1997年球季，馬林魚隊以外卡身分進入季後賽，首先在國家聯盟分區賽遭遇舊金山巨人隊。布朗扛下首戰先發，主投7局只被打出4支安打，唯一的失分是7局上半比爾·穆勒所轟出的陽春全壘打，無關勝敗；而巨人隊的先發投手柯克·魯特也同樣有著7局失1分的好表現，雙方以1比1進入最後一局。9局下半，靠著埃德加·倫特利亞的再見安打，馬林魚隊才以2比1辛苦拿下系列賽首勝。接下來的兩戰，馬林魚隊分別以7比6、6比2擊敗巨人隊，輕鬆以3勝0負淘汰對手，晉級國家聯盟冠軍賽。
當年對戰亞特蘭大勇士的國聯冠軍賽中，他飽受流感之苦；但仍然奮力拿下2勝。首戰布朗主投6局失掉3分，帶領馬林魚以5比3獲勝。第6戰他則是一夫當關，以140球完投9局；幫助馬林魚隊以4勝2負淘汰勇士隊，打進世界大賽。世界大賽的對手是克里夫蘭印地安人；布朗的表現不佳，出賽2場吞下2敗，11局的投球中自責分高達10分。不過在鏖戰7場後，最終以4勝3負獲得1997年世界大賽冠軍。

### 聖地牙哥教士
馬林魚隊在拿下冠軍後進行球隊重建，布朗被交易到聖地牙哥教士，換來一壘手德瑞克·李、投手拉飛爾·梅迪納和小聯盟球員史蒂夫·霍夫（Steve Hoff）。他在教士隊待了1年，投出生涯最高的257次三振，以及18勝7敗、防禦率2.38的成績，在賽揚獎票選中排名第3名。
1998年球季，教士隊以國家聯盟西區冠軍進入季後賽，遭遇國家聯盟中區冠軍休士頓太空人。布朗在國家聯盟分區賽中表現出色，主投的2場比賽都幫助教士隊以2比1擊敗太空人隊。系列賽首場先發對上藍迪·強森時，他投完8局沒有任何失分，並投出生涯新高的16次三振，季後賽史上僅次於鮑勃·吉布森在1968年世界大賽的17次三振。第3戰主投6又2/3局也僅失1分；教士順利以3勝1負淘汰太空人隊。布朗在國家聯盟冠軍賽第2戰領銜先發，單場投出11次三振，封鎖亞特蘭大勇士隊打線，以3比0拿下完封勝。鏖戰6場後，教士隊以4勝2負勝出，打進世界大賽。但是在1998年世界大賽，教士隊面對創下美聯單季114勝新紀錄的紐約洋基（2001年，西雅圖水手以單季116勝打破紀錄），連續輸掉4場比賽，遭到洋基隊橫掃。

### 洛杉磯道奇
1998年球季結束後，布朗再次成為自由球員，他與洛杉磯道奇簽訂一份7年1.05億美元的巨型合約，成為棒球史上首位億元男。在聖地牙哥及全國的許多球迷，都對給予這位33歲球員的天價合約感到驚訝（比報價第二高的教士隊還多出4,000萬美元）！布朗表示他的選擇只是希望本賽季能在比聖地牙哥更靠近故鄉喬治亞州的地方打球。ESPN的安立奎·羅哈斯稱該合約為「從一支球隊的角度來看，這是有史以來最糟糕的交易之一」，因為布朗平均每季只有10場勝投，並且在交易的7年中經常受傷。該合約目前被列為與NBA球星朱萬·霍華德並列運動史上第82大合約。
在道奇隊的第一個球季，布朗繳出18勝9敗、防禦率3.00、三振221次的成績。2000年球季，他繳出13勝6敗、防禦率2.58、三振216次的成績，再度拿下國聯防禦率王。2000年以後，因為傷病，他的表現開始下滑。2003年，布朗止跌回升，繳出14勝9敗、防禦率2.39、三振185次的成績。儘管《洛杉磯時報》體育作家比爾·普拉施克在發表《米切爾報告》後指出「他那年的數據不再可信」。

### 紐約洋基
2003年12月13日，做為交易的一部分，布朗被交易至紐約洋基；道奇隊換來3名投手傑夫·威佛、延西·布拉佐班、布蘭登·威登及260萬美元的現金。2004年，他繳出10勝6敗、防禦率4.09、三振83次的成績；但又遇到健康問題，布朗因為一場先發投不好被換下場，感到挫折捶打牆壁而打斷了左手。
2004年季後賽，美國聯盟東區冠軍洋基隊在美國聯盟分區賽對上明尼蘇達雙城隊；他在第3戰先發投滿6局僅失1分，拿下勝投；幫助洋基在首戰落敗後連勝3場淘汰雙城隊。
美國聯盟冠軍賽，洋基隊與世仇波士頓紅襪狹路相逢。布朗同樣在第3戰先發，但在第2局的一陣亂流丟掉4分，失去原本領先3分的優勢，只投2局就被換下場；所幸在猛烈炮火的掩護下，最後仍以19比8擊潰紅襪隊，取得3勝0負聽牌的絕對優勢。但是背水一戰的紅襪隊在接下來的3場比賽，分別以6比4、5比4、4比2險勝洋基隊，硬是將戰局扳平。令人印象深刻的是在第7戰中，他在第1局就被大衛·歐提茲轟出2分砲；第2局先讓凱文·米勒敲出一壘安打上壘，再連續保送比爾·穆勒和奧蘭多·卡布雷拉形成滿壘。這時教練團趕緊更換投手；沒想到接替的中繼投手哈維爾·巴斯克斯一上場就遭到強尼·戴蒙的滿貫全壘打砲轟，壘上的3名跑者全部算在布朗帳上。他不到2局狂失5分，導致洋基隊在關門第7戰以3比10敗北；紅襪隊達成史無前例的大逆轉，進軍2004年世界大賽。
2005年，布朗由於傷病缺席本賽季的幾場比賽；他的成績為4勝7敗、防禦率6.50。2006年2月20日，凱文·布朗宣布退休。

## 米切爾報告
根據《米切爾報告》，布朗是與類固醇使用有關的洛杉磯道奇隊球員之一。該報告記錄了柯克·拉多姆斯基的指控，表示他從2000年或2001年開始的2～3年內出售給布朗人類生長激素和19-去甲睪酮，並提出2004年6月7日寄給布朗的收據來證明。該報告還包含道奇隊公司高層在2003年一次會議的筆記，他們在會議上對布朗服用的藥物提出質疑，並在筆記註明「球隊總經理推測類固醇」。布朗拒絕與米切爾調查人員見面。
2003年，普拉施克指出：「對我……和道奇隊的管理人員來說……很明顯……他可能在使用類固醇。我們甚至在打擊練習時，從休息區觀察他們膨脹、緊繃的身體，並談論這件事。但是球員們什麼也不會承認，所以我什麼也沒寫。」布朗的脾氣暴躁，實際上可能是服用同化類固醇的副作用。

## 投球評價
布朗是一位同時具備尾勁和球速的優秀投手，主要武器是球速91～96英里、有著驚人內竄和向下尾勁的下沉快速球。他可以將球精準控制在本壘板兩側，經常造成擊球員打成滾地球或揮棒落空。面對左打者時，會在投球中加入銳利的滑球和可靠的快速指叉球。
布朗大聯盟生涯共取得211場勝投，並以127的ERA+（優於聯盟平均防禦率27%）結束他的職業生涯。史上只有7名投手能以120到135之間的ERA+，取得200至220勝。另外6名投手中，史丹·柯佛列斯基（215勝 / 128 ERA+）、約翰·史摩茲（213勝 / 125 ERA+）、唐·德萊斯戴爾（209勝 / 121 ERA+）、哈爾·紐豪瑟（207勝 / 130 ERA+）已入選棒球名人堂；剩下柯特·席林（216勝 / 127 ERA+）和因黑襪事件被排除候選資格的埃迪·西柯特（208勝 / 123 ERA+）。

## 個人生活
布朗目前與妻子坎達絲及4個兒子里奇、格雷森、道森和麥克萊恩居住在喬治亞州梅肯市，並擔任塔特納爾廣場學院的棒球隊助理教練。另一個兒子洛根則是亞特蘭大勇士隊的小聯盟捕手。

## 職棒生涯成績
| 年度 | 球隊 | 勝場 | 敗場 | 防禦率 | 場次 | 先發 | 完投 | 完封 | 中繼 | 救援 | 局數   | 被安打 | 被全壘打 | 四壞 | 奪三振 | WHIP |
| 1986 | TEX  | 1    | 0    | 3.60   | 1    | 1    | 0    | 0    | --   | 0    | 5.0    | 6      | 0        | 0    | 4      | 1.20 |
| 1988 | TEX  | 1    | 1    | 4.24   | 4    | 4    | 1    | 0    | 0    | 0    | 23.1   | 33     | 2        | 8    | 12     | 1.76 |
| 1989 | TEX  | 12   | 9    | 3.35   | 28   | 28   | 7    | 0    | 0    | 0    | 191.0  | 167    | 10       | 70   | 104    | 1.24 |
| 1990 | TEX  | 12   | 10   | 3.60   | 26   | 26   | 6    | 2    | 0    | 0    | 180.0  | 175    | 13       | 60   | 88     | 1.31 |
| 1991 | TEX  | 9    | 12   | 4.40   | 33   | 33   | 0    | 0    | 0    | 0    | 210.2  | 233    | 17       | 90   | 96     | 1.53 |
| 1992 | TEX  | 21   | 11   | 3.32   | 35   | 35   | 11   | 1    | 0    | 0    | 265.2  | 262    | 11       | 76   | 173    | 1.27 |
| 1993 | TEX  | 15   | 12   | 3.59   | 34   | 34   | 12   | 3    | 0    | 0    | 233.0  | 228    | 14       | 74   | 142    | 1.30 |
| 1994 | TEX  | 7    | 9    | 4.82   | 26   | 25   | 3    | 0    | 0    | 0    | 170.0  | 218    | 18       | 50   | 123    | 1.58 |
| 1995 | BAL  | 10   | 9    | 3.60   | 26   | 26   | 3    | 1    | 0    | 0    | 172.1  | 155    | 10       | 48   | 117    | 1.18 |
| 1996 | FLA  | 17   | 11   | 1.89   | 32   | 32   | 5    | 3    | 0    | 0    | 233.0  | 187    | 8        | 33   | 159    | 0.94 |
| 1997 | FLA  | 16   | 8    | 2.69   | 33   | 33   | 6    | 2    | 0    | 0    | 237.1  | 214    | 10       | 66   | 205    | 1.18 |
| 1998 | SDP  | 18   | 7    | 2.38   | 36   | 35   | 7    | 3    | 1    | 0    | 257.0  | 225    | 8        | 49   | 257    | 1.07 |
| 1999 | LAD  | 18   | 9    | 3.00   | 35   | 35   | 5    | 1    | 0    | 0    | 252.1  | 210    | 19       | 59   | 221    | 1.07 |
| 2000 | LAD  | 13   | 6    | 2.58   | 33   | 33   | 5    | 1    | 0    | 0    | 230.0  | 181    | 21       | 47   | 216    | 0.99 |
| 2001 | LAD  | 10   | 4    | 2.65   | 20   | 19   | 1    | 0    | 0    | 0    | 115.2  | 94     | 8        | 38   | 104    | 1.14 |
| 2002 | LAD  | 3    | 4    | 4.81   | 17   | 10   | 0    | 0    | 1    | 0    | 63.2   | 68     | 9        | 23   | 58     | 1.43 |
| 2003 | LAD  | 14   | 9    | 2.39   | 32   | 32   | 0    | 0    | 0    | 0    | 211.0  | 184    | 11       | 56   | 185    | 1.14 |
| 2004 | NYY  | 10   | 6    | 4.09   | 22   | 22   | 0    | 0    | 0    | 0    | 132.0  | 132    | 14       | 35   | 83     | 1.27 |
| 2005 | NYY  | 4    | 7    | 6.50   | 13   | 13   | 0    | 0    | 0    | 0    | 73.1   | 107    | 5        | 19   | 50     | 1.72 |
| 19年 | 19年 | 211  | 144  | 3.28   | 486  | 476  | 72   | 17   | 2    | 0    | 3256.1 | 3079   | 208      | 901  | 2397   | 1.22 |

## 外部連結
- 球員資訊和成績在MLB，ESPN，Baseball-Reference，Fangraphs，Baseball-Reference (Minors)（英文）